# Julia Balbilla
Julia Balbilla (görögül: η Ιουλία Βαλβίλλα; 72 – 130 után) nemes római hölgy, költő. Az 1-2. században élt. Vibia Sabina császárné kíséretéhez tartozott. Munkáit görög nyelven alkotta, aiol nyelvjárásban írott lírai költeményekkel lépett fel, Szapphót utánozta, s új Szapphónak tekintette magát. Munkái közül mindössze négy epigramma maradt fenn, melyekben a Memnón-kolosszusokat örökíti meg.

## Családja
Balbilla arisztokrata származású volt: a Kommagénéi Királyság elűzött uralkodócsaládja hercegnője. Gaius Julius Archelaus Antiochus Epiphanes kommagénéi görög herceg és Claudia Capitolina egyiptomi görög nő két gyermeke közül a másodikként született. Bátyja, Gaius Julius Antiochus Epiphanes Philopappos befolyásos athéni állampolgár és consul volt.
Balbilla szülei távoli rokonságban álltak egymással. Claudia Capitolina apai nagyanyja Kommagénéi II. Aka görög hercegnő volt, I. Antiokhosz Theosz kommagénéi király unokája vagy dédunokája; Gaius Julius Archelaus Antiochus Epiphanes pedig IV. Antiokhosz kommagénéi király és Julia Iotapé királyné elsőszülött fia. IV. Antiokhosz és Iotapé, egy testvérpár, szintén I. Antiokhosz Theosz leszármazottai voltak.
Balbilla anyai nagyszülei Tiberius Claudius Balbilus és egy ismeretlen nevű görög nő. Balbillát nagyapja tiszteletére nevezték el így. Balbilus egyiptomi görög volt és a Rómában szolgáló lovagok egyik magas rang tisztségviselője, asztrológus és tudós, később Egyiptom prefektusa. Balbilus és apja, Tiberius Claudius Thrasyllus barátságban álltak az első római császárokkal, Tiberiusszal, Claudiusszal és Vespasianusszal.
Balbilla Kommagéné utolsó uralkodóinak utolsó ismert unokája. Örmény, görög és méd származású, apai nagyszülein át közvetlen leszármazottja a Szeleukidáknak és az egyiptomi Ptolemaidáknak.

## Élete
Rómában született és nőtt fel. Még születése előtt Vespasianus római császár megparancsolta IV. Antiokhosznak, hogy ne uralkodjon többé Kommagénében, vádak érték ugyanis, hogy Antiokhosz, apja és apai nagybátyja, Kallinikosz hűtlenek a császárhoz és a Pártus Birodalommal akarnak szövetkezni Róma ellen. Nem tudni, volt-e alapja a vádaknak.
Balbilla apai nagyapja, Antiokhosz házában nőtt fel, ahol szülei, bátyja és Kallinikosz is éltek. Vespasianus elég jövedelmet biztosított nekik ahhoz, hogy jó körülmények közt éljenek, és a család nagy tiszteletnek örvendett Rómában. Balbilla és bátyja hagyományos görög oktatásban részesültek, ahogy a gazdagok gyermekeinél ez szokásban volt.
Nagyapáik halála után Epiphanes, Capitolina, Philopappos és Balbilla elhagyták Rómát és Athénban telepedtek le. Balbilla apja, Epiphanes itt halt meg 92-ben, Capitolina pedig visszatért szülővárosába, Alexandriába, ahol másodszor is férjhez ment, Marcus Junius Rufus római államférfihoz. Capitolina Alexandriában élte le élete hátralévő részét, Balbilla egy ideig vele élt, majd visszatért bátyjához Athénba. 
Philopappos, aki szenátor lett és 109-ben consulként is szolgált, 116-ban meghalt. Balbilla ragyogó emlékművet emelt a tiszteletére a Múzsák hegyén, az Akropolisztól délnyugatra. Bátyja befolyásának, politikai és vallási tevékenységének köszönhetően megismerkedett Traianus és Hadrianus római császárokkal és családjukkal. Lehetséges, hogy érdekelte az asztrológia.
Athénban Balbilla feleségül ment egy római arisztokratához, aki talán szenátor lehetett. Neve nem maradt fenn, gyermekük nem ismert. A férj valószínűleg 129 előtt meghalt.

## Egyiptomi út és költészet
Balbilla elkísérte a birodalmukat beutazó Hadrianus császárt és Vibia Sabina császárnét, akik 129-ben az egyiptomi Királyok völgyébe is ellátogattak. 130. november 19-21-én Hadrianus, Sabina és Balbilla újra visszatértek ide, és a császári pár megbízta Balbillát, hogy állítson emléket a látogatásnak. Balbilla, aki udvari költőjük lett, négy epigrammát írt aeol görög nyelvjárásban, melyet nyolcszáz évvel korábban példaképe, Szapphó használt. Ezt a négy epigrammát, melyeket összefogóan Epigrammata néven ismernek, felírták a Memnón-kolosszusok egyikének alsóbb részére.
Balbillát a kolosszusok, melyeket III. Amenhotep fáraó 1400 évvel korábban emeltetett, a Nemrut-hegy kolosszusaira és nagyapja, I. Antiokhosz Theosz mauzóleumára emlékeztették. A modern történészek az epigrammákat graffitinek tartják, és mivel Hadrianus és Sabina jóváhagyták őket, nyilvános feliratnak is számítanak. A homéroszi hangvételű, leleményes epigrammákban történelem és mítosz keveredik, a költő ügyesen használja a metafórákat és ismétlést. Balbilla hagyományos lírikus költőként lép fel, a dal kedvelőjeként és a múzsák tisztelőjeként. Műveiből kitűnik, hogy művelt és érdekes személyiség, ugyanakkor látszik, hogy céljuk a császári pár dicsőítése és Balbilla származásának hangoztatása.
Az első két epigramma („Mikor a fenséges Hadrianus meghallotta Memnónt” és „Mikor a fenséges Sabinával Memnón előtt álltam”) Memnónt, a mitikus etióp királyt idézi fel, akit Trója ostrománál Akhilleusz megölt, Zeusz pedig halhatatlanná tett. Balbilla nem Memnónhoz szól, hanem Hadrianust és Sabinát dicsőíti. A harmadik epigramma a múzsákhoz szól, nekik tulajdonítja költészetét, amit ezzel az istenek kegyében állónak mutat be. Elmondja, hogy Memnón kitüntette őt, ő pedig cserébe dicsőíti a nagy hőst. A negyedik epigrammát szüleinek és nagyapjainak szenteli, származásáról ír benne.